# James Annesley
James Annesley (1674 – 21 januari 1702), 3e graaf van Annesley, was een Engels politicus. Hij was een zoon van James Annesley, 2e graaf van Annesley en Elizabeth Manners. 
Nadat hij in 1690 begon aan zijn opleiding aan het college Christ Church van de universiteit van Oxford, nam hij in 1695 zitting in zowel het Ierse als het Engelse parlement.
Op 28 oktober 1699 trad hij in de Westminster Abbey in het huwelijk met Catherine Darnley (1681 – 1743), een onwettige dochter van Jacobus II van Engeland. Dit huwelijk werd echter nauwelijks twee jaar later door het parlement ontbonden wegens wreedheden zijnerzijds. Uit het huwelijk werd een dochter geboren, Catherine Annesley (1700 – 1736).